# Man (département)
Pour les articles homonymes, voir Man.
Le département de Man est une division administrative de la région de Tonkpi, dans l'ouest de la Côte d'Ivoire. Il est sous l'autorité d'un préfet de région.

## Histoire
La création du département de Man vise à améliorer la gestion de proximité de l'accès aux services publics. Il est cree par décret présidentiel.

## Administration
Le département de Man est sous l'autorité du préfet Soro Fatogoma nommé par le décret Nº 2024-128 du 05 mars 2024 portant nomination dans les fonctions de préfet de règion.

## Culture
Dans le district des montagnes, le festival Tonkpi Nihidaley est célébré chaque année, rassemblant les populations locales autour de la danse, la musique et les rites ancestraux.